# Notothenia
Notothenia è un genere di Actinopterygii marini appartenente alla famiglia dei Nototheniidae. Le specie di questo genere sono presenti nell'Oceano Antartico.

## Tassonomia
Il genere Notothenia fu descritto formalmente per la prima volta nel 1844 dal medico di bordo, naturalista ed esploratore artico scozzese John Richardson come genere monospecifico quando descrisse N. coriiceps. Il nome scientifico del genere è una combinazione di notos, ovvero "sud" con thenia, che significa "proveniente da", un riferimento alle latitudini estremamente meridionali in cui questi pesci si possono trovare.

## Descrizione
Notothenia presentano un corpo allungato ma tozzo, non compresso ai fianchi ma verso la coda, con testa grossa e arrotondata, piccoli occhi e ampie mascelle. La fauce inferiore non protende rispetto a quella superiore e la bocca si estende fino a metà dell'occhio. Dispongono di denti di moderate dimensioni e non presentano denti simili a canini (come, per esempio, nel genere Gymnodraco). Sono presenti due linee laterali composte da scaglie tubolari: una superiore, vicino alla base della pinna dorsale e una posizionata a metà del fianco. Anche se gran parte della testa risulta nuda, il corpo è coperto da scaglie lisce. Le pinne pettorali sono notevolmente più larghe di quelle ventrali mentre la pinna caudale può risultare arrotondata, tronca o zigrinata. Le dimensioni massime variano dai 30 cm di Notothenia cyanobrancha agli oltre 90 cm di Notothenia rossii.

## Specie
Al genere appartengono 7 specie:

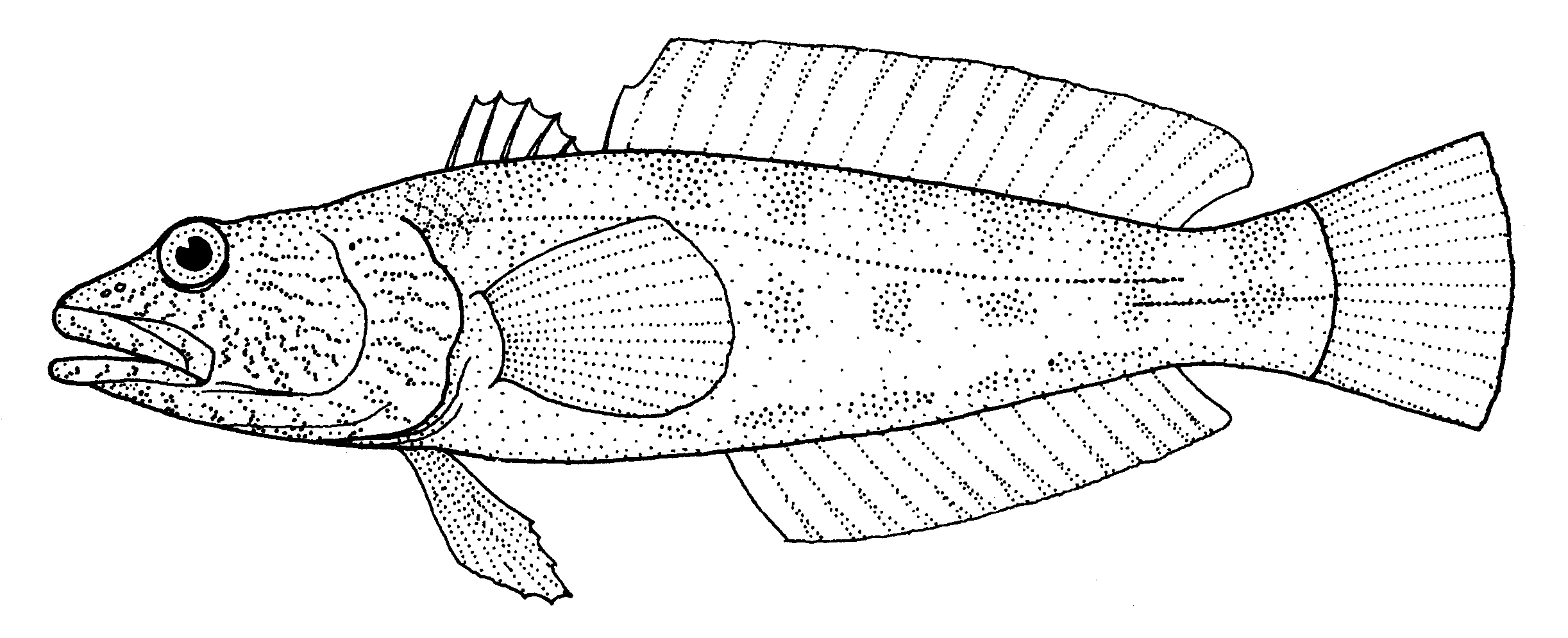
Notothenia angustata

- Notothenia angustata F. W. Hutton, 1875
- Notothenia coriiceps John Richardson, 1844
- Notothenia cyanobrancha J. Richardson, 1844
- Notothenia microlepidota F. W. Hutton, 1875
- Notothenia neglecta Nybelin, 1951
- Notothenia rossii J. Richardson, 1844
- Notothenia trigramma Regan, 1913

## Distribuzione, habitat e biologia
Questi pesci sono diffusi sono diffuse nei Mari antartici, ma alcune specie si possono trovare nelle acque del Pacifico e dell'Atlantico sud-occidentale. Notothenia possono adattarsi a vivere in habitat inospitali grazie ad alcune caratteristiche come la presenza di proteine antigelo nel sangue e ampi strati di grasso per isolarli dalla perdita di calore e bilanciare l'assenza della vescica natatoria. Sono predatori che si cibano di invertebrati e piccoli pesci, tuttavia consumano alghe in gran quantità. Con l'eccezione di N. angustata, N. cyanobrancha e N. trigramma, sono pesci pescati per l'alimentazione umana: in particolare, N. rossii è la più commercializzata.